# Ибрагим Абдель Хади-паша
Ибрагим Абдель Хади-паша (араб. العربية‎; 1896 по другим данным — 1900, Эз-Зарка, Думъят, Британо-османсккий Египет — 1981) — египетский государственный деятель, премьер-министр Египта (1948—1949).

## Биография
Студентом принял активное участие в Египетской революции 1919 года, был приговорён к каторжным работам и освобождён в 1924 году. Был членом «Вафда», затем являлся видным членом партии «Саад» с момента её формирования в 1938 году.
- В 1939—1940 годах — министр по парламентским вопросам,
- В 1940 году — министр торговли и промышленности,
- В 1947—1948 годах — председатель Королевского суда.

В 1948 году после убийства Махмуда ан-Нукраши-паши был назначен премьер-министром Египта. На этом посту столкнулся с ростом протестного националистического движения. В то же время Египет договорился о прекращении огня в боевых действиях с Израилем и начал подготовку к заключению соглашения о перемирии. Был отправлен в отставку королём Фаруком I в связи с его решением о расширении правительства и стремлением преодолеть растущее гражданское противостояние в стране.
После Июльской революции в Египте (1952) был среди тех, кто изначально был приговорён судом к смертной казни по обвинению в коррупции, терроризме и государственной измене. Приговор впоследствии была заменён тюремным заключением, через несколько лет был освобождён по состоянию здоровья.